# Пещера на света Марина (Сливарово)
Пещерата на Света Марина край село Сливарово (Община Малко Търново) е християнизирано древно езическо светилище, намиращо се зад някогашния кльон (граничните телени съоръжения), в непосредствена близост до границата с Република Турция, в дебрите на Странджа планина, в местността Ликуди.
Пещерата отстои от село Сливарово на около 12 km в източна посока. Достъпна е от село Кости по стар черен път минаващ по Резовското било подходящ единствено за високо-проходим автомобил.

## Описание и особености
Пещерата светилище е малка и полуотворена и се намира в усоен скалист дол, обрасъл с бръшлян. Входът е от юг, а в източния край в скалата е оформен висок и тесен отвор за провиране. Стичащата се по стените вода прави достъпът до провиралището труден.
Аязмото е разположено във вътрешността на пещерата – водата, която капе от стените на пещерата се събира в поставени на пода съдове и се възприема за лековита. Светилището е било голям култов център на територията на Югоизточна Тракия, привличал в миналото поклонници чак от Константинопол. Поклонници от близки и далечни селища идвали тук на поклонение и „смиване“ с лечебна цел.
В пещерата, на специално направено „одърче“, се оставят даровете за светицата – хляб, цветя, кърпи, сирене, дребни монети, палят се свещи. Вярващите се покланят и кръстят като в църква. Изключение прави измиването с аязма, което се извършва след тези действия.
В миналото край пещерата е съществувал стар параклис, известен като „Света Марина Малкотърновска“.

## Обредност и традиции
Пещерата на Света Марина край Сливарово е най-големият култов център посветен на светицата в Югоизточна Тракия. Денят на светицата (30 юли стар стил, 17 юли нов стил), бил голям празник за младежите и девойките в предбрачна възраст, който в Странджа се нарича „лефтерски панагир“. На този ден вярващи, българи и гърци, от цялата област (Константинополската хора) се стичали при пещерата. (През епохата на османското владичество и турскоезичното население на тези земи също е вярвало в лечителските качества на светицата и съответно панагирът е посещаван и от много османци.)
Вярването, че трябва да се участва в празника на светицата е закрпено в песен, която се пеела по време на трапезите и хората през нощта срещу и на деня на Света Марина. Хората задължително се водили от момче.
Според традицията по време на панагира на Света Марина моми и ергени се провирали за здраве, но на вече брачни двойки не било позволено. На женените жени не е позволено да се провират, тъй като „дупката ще я стисне“ и тя няма да може да се провре. Зад тази забрана, седи виждането, че провирането на момите е разглеждано като доказателство за тяхната девственост.
С пещерата е свързана древна по произход традиция – при провиралото или при иконата да се оставят т.нар. „вотиви“ – умалени, изработени от тенекия или от сребро, изображения на болния орган или на цяла човешка фигура. Вярвало се, че болестта „ще остане“ върху изображението в пещерата.
Този празник посветен на Света Марина е нощен. Поклонниците правели трапези и преспивали до пещерата с надежда за изцеление или за сън-знамение, в очакване на знак от светицата какво да направят, че да облекчат страданията си.
Другите свети места посветени на Света Марина представляват комплекси от манастирче, лечебен извор (аязмо), дърво (или няколко дървета), на които се закачат конец, дреха или част от нея с вярата, че болестта, преминала в тях, ще се самоунищожи, а поклонникът ще се прибере вкъщи напълно оздравял. Тези свещени комплекси се намират извън селищата, в ниски, усойни местности, най-често в пещера или дълбок дол. Така отиването към тези свещени места винаги е продължително слизане надолу.
Известни са три пещери посветени на Света Марина, в които са извършвани обредни действия – в Атина (разположена в пещера в близост до Акропола), Сливаровската пещера и Стоиловската.

## Предания и легенди
Според една от легендите пещерата на Света Марина била открита от местен пастир. В стадото му имало сляп бик, който след като потъркал глава в капещата от свода вода прогледнал. Така хората разбрали, че това е лековитото аязмо на светицата и към него тръгнали поклонници търсещи изцеление.
Според друго предание скалното светилище било открито, след като мястото се явило в съня на богомолец.

## Достъп и приемственост
След построяването на кльона (граничното телено съоръжение) по времето на комунизма, пещерата на Света Марина попада зад него и става недостъпна за почитащите я поклонници, които започват да посещават аязмото посветено на светицата в село Граматиково.
През 2005 г. поклонническото шествие до пещерата-светилище на Света Марина е възстановено от жителите село Сливарово и техните наследници на 30 юли (по стар стил).